# Álex Gonzáles
Álex Gonzales Castillo (Lima, 24 de noviembre de 1961) es administrador de empresas y político peruano. En las elecciones municipales de 2018, fue elegido como alcalde distrital de San Juan de Lurigancho para el periodo 2019-2022.

## Biografía
Gonzáles nació en Lima en noviembre de 1961. Tiene estudios en Administración, Gerencia Municipal y Conciliación Extrajudicial.
Del 2003 al 2007 fue parte del Consejo Nacional del Ambiente. Además fue asesor del Ministerio del Interior y dirigió la ONG Alternativa Verde.
Está casado con Flor de María Hurtado, que postuló al congreso en las elecciones generales de Perú de 2021 con Podemos Perú.

## Carrera política
Fue elegido regidor por el distrito de San Luis en las elecciones municipales de 1986 por el Partido Aprista Peruano, siendo el regidor más joven de ese distrito.
En 1995, fue vocero de Armonía-Frempol, partido de Susana Higuchi que intentaba postular en las elecciones generales de 1995.
Postuló a diferentes cargos públicos como al congreso constituyente en 1992, al congreso de la República en las elecciones de 2001 por Perú Posible. Además postuló como regidor por Maynas en las elecciones municipales de 2006.
En la elecciones municipales de 2010 postuló a la alcaldía de Lima por Siempre Unidos, quedando en sexto lugar con el 3.38% y llevando un regidor a la alcaldía, En el 2011 postuló al Parlamento Andino por Cambio Radical sin éxito. En las elecciones municipales de 2014 por Democracia Directa se postuló nuevamente sin éxito, obteniendo el 0,87 %. En las elecciones de 2016 postuló al congreso por Fuerza Popular sin salir electo.
Postuló como alcalde de San Juan de Lurigancho por Podemos Perú en las elecciones municipales de 2018, siendo electo con el 15.39% de votos.